# Patrick Colleter
Patrick Colleter  (ur. 6 listopada 1965 w Breście) – francuski piłkarz grający na pozycji obrońcy. Grał w takich klubach jak: Stade Brest, Montpellier HSC, Paris Saint-Germain, Girondins Bordeaux, Olympique Marsylia, Southampton i AS Cannes.